# Kékvállú rozsdásrigó
A kékvállú rozsdásrigó (Cossypha cyanocampter) a madarak (Aves) osztályának verébalakúak (Passeriformes) rendjéhez, ezen belül a légykapófélék (Muscicapidae) családjához tartozó faj.

## Rendszerezése
A fajt Charles Lucien Jules Laurent Bonaparte francia ornitológus írta le 1850-ben, a Bessonornis nembe Bessonornis cyanocampter néven.

## Alfajai
- Cossypha cyanocampter bartteloti Shelley, 1890
- Cossypha cyanocampter cyanocampter (Bonaparte, 1850)[2]

## Előfordulása
Afrikában, Dél-Szudán, Elefántcsontpart, Egyenlítői-Guinea, Gabon, Ghána, Kamerun, Kenya, a Kongói Demokratikus Köztársaság, a Kongói Köztársaság, a Közép-afrikai Köztársaság, Libéria, Mali, Nigéria, Sierra Leone, Szudán, Tanzánia, Togo és Uganda területén honos. 
Természetes élőhelyei a szubtrópusi és trópusi síkvidéki és hegyi esőerdők, cserjések, valamint vidéki kertek. Állandó, nem vonuló faj.

## Megjelenése
Testhossza 16 centiméter, testtömege 28-32 gramm.

## Természetvédelmi helyzete
Az elterjedési területe rendkívül nagy, egyedszáma ugyan csökken, de még nem éri el a kritikus szintet. A Természetvédelmi Világszövetség Vörös listáján nem fenyegetett fajként szerepel.